# Coahuayana Viejo
Coahuayana Viejo es una localidad del estado mexicano de Michoacán. Es parte del municipio de Coahuayana.

## Toponimia
El nombre «Coahuayana» proviene de los términos en náhuatl: coahuitl, árbol; ayotl, calabaza; can, lugar. Su significado es «Lugar de los árboles de calabaza».

## Historia
La población de Coahuayana fue la cabecera del municipio de Coahuayana desde la creación del municipio en 1937 hasta 1968, cuando fue fundada la población de Coahuayana de Hidalgo para ser la nueva cabecera del municipio.

## Demografía
| Gráfica de evolución demográfica |
|                                  |

| Censo | Población |
| ----- | --------- |
| 1900  | 623       |
| 1910  | 374       |
| 1921  | 341       |
| 1930  | 291       |
| 1940  | 347       |
| 1950  | 573       |
| 1960  | 1 281     |
| 1970  | 2 169     |
| 1980  | 1 715     |
| 1990  | 2 319     |
| 2000  | 2 419     |
| 2010  | 2 425     |
| 2020  | 2 860     |